# Транспортное кодирование
Транспортное кодирование — в информатике используется дополнительное кодирование для совместимости с протоколами передачи данных.
Цель кодирования — исключить появление в выходном потоке первых 32 символов набора ASCII и других служебных символов.
Способы реализации могут быть различными. Часто используется система Base64 (стандарт — RFC 4648), разработанная для сети Интернет.
***